# Schlacht von Gallabat
|  | Dieser Artikel oder Abschnitt wurde wegen inhaltlicher Mängel auf der Qualitätssicherungsseite der Redaktion Geschichte eingetragen (dort auch Hinweise zur Abarbeitung dieses Wartungsbausteins). Dies geschieht, um die Qualität der Artikel im Themengebiet Geschichte auf ein akzeptables Niveau zu bringen. Dabei werden Artikel gelöscht, die nicht signifikant verbessert werden können. Bitte hilf mit, die Mängel dieses Artikels zu beseitigen, und beteilige dich bitte an der Diskussion! |

 Aba – Dschebel Gedir I – Sennar I – Dschebel Gedir II – al-Ubayyid I – al-Ubayyid II – Sennar II – Sinkat – El Teb I – Scheikan – El Teb II – El Teb III – Tamanieh – Khartum – Abu Klea – Gallabat – Toski – Firket – Atbara – Omdurman – Umm Diwaykarat
Die Schlacht von Gallabat (auch als Schlacht von Metemma bezeichnet) wurde vom 9. bis zum 10. März 1889 zwischen sudanesischen Mahdisten und äthiopischen Truppen gefochten. Die Schlacht ist ein wichtiges Ereignis in der äthiopischen Geschichte, weil Nəgusä Nägäst (der Kaiser) Yohannes IV. in dieser Schlacht gefallen ist.
Die Schlacht fand bei den beiden Zwillingssiedlungen Gallabat (im heutigen Sudan) und Metemma (im heutigen Äthiopien) statt. Beide Namen werden nebeneinander verwendet und beide Bezeichnungen sind insofern korrekt.

## Konflikte zwischen Äthiopien und dem Sudan nach dem Mahdi-Aufstand
Im durch die Ägypter besetzten Sudan war 1881 unter dem selbst ernannten Mahdi Muhammad Ahmad der Mahdi-Aufstand ausgebrochen. Dadurch wurden viele der ägyptischen Garnisonen im Land isoliert. Als Konsequenz daraus handelten die Briten, welche 1882 die Herrschaft in Ägypten übernommen hatten, in einem Vertrag mit dem Kaiser Yohannes IV. von Äthiopien aus, dass die ägyptischen Garnisonen evakuiert werden können und die Truppen über äthiopisches Territorium nach Massaua marschieren dürfen. Als Folge sah der Kalif Abdallahi ibn Muhammad, der Nachfolger Muhammad Ahmads, die Äthiopier als seine Feinde an und sandte seine Truppen zum Angriff gegen sie.
Die Zwillingssiedlungen Gallabat und Metemma lagen an der Handelsstraße vom Nil nach Gonder, der alten Kaiserstadt. Die Mahdisten verwendeten diese Siedlungen als Basis für Angriffe auf Äthiopien. Diese Züge führten 1885 zu einer Niederlage der Mahdisten durch Ras Alula bei der Schlacht von Kufit.

## Die Plünderung von Gonder
Einige Jahre später, im Januar 1887, griff der Negus von Gojjam, Tekle Haymanot (ein Vasall von Kaiser Yohannes) die Mahdisten in Metemma an und plünderte die Stadt. Die folgenden Gegenangriffe der Mahdisten blieben erfolglos. Der Kalif hielt daraufhin in Omdurman am 31. Juli 1887 eine große Heerschau unter dem Kommando seines Oberbefehlshabers Abu Angia ab und entsandte diesen in den Kampf gegen die Äthiopier. Dieser fiel mit 100.000 Mann in Äthiopien ein. Tekle Haymanot trat ihm bei Sar Weha gegenüber, wurde aber schwer geschlagen. Die Mahdisten rückten nach Gonder ein und plünderten die Stadt. Kirchen wurden geplündert und angezündet und viele der Bewohner in die Sklaverei geführt.
Trotz dieser Zerstörung der historischen Hauptstadt hielt sich Kaiser Yohannes mit einem Gegenangriff zurück, weil er den Ras Sahle Mariam fürchtete, der damals nur Herrscher von Schoa war. Er wollte einen Feldzug gegen Sahle Mariam führen, aber der Klerus und seine obersten Offiziere drängten ihn darauf, zuerst die Gefahr durch die Mahdisten abzuhandeln. Doch dann gelang es Ras Gobana Dacche, mit einer Allianz von Truppen aus Schewa und Oromo, die Mahdisten in der Schlacht von Guté Dili (14. Oktober 1888) schwer zu schlagen. Daraufhin folgte der Kaiser den Empfehlungen seiner Berater. Alqa Lamlam zufolge sagte er:  „Falls ich zurückkehre, kann ich Schoa später bei meiner Rückkehr bekämpfen. Und wenn ich bei Matemma in den Händen der Heiden sterbe, werde ich in den Himmel kommen.“

## Die Schlacht
Im späten Januar 1889 sammelte Yohannes eine Armee von 130.000 Infanteristen und 20.000 Kavalleriesoldaten in Dembiya. Die Sudanesen verfügten über 85.000 Mann und befestigten ihre Stellungen in Gallabat. Sie umgaben die Stadt mit einer hohen Zeriba, einer Barriere von verflochtenen Dornenbüschen, die den Effekt eines Stacheldrahtes hatte.
Am 8. März 1889 traf die äthiopische Armee in Sichtweite von Gallabat ein und der Angriff begann am nächsten Tag. Die Flügel wurden durch die Neffen des Kaisers kommandiert, Ras Haile Maryam Gugsa führte den linken Flügel und Ras Mengesha Yohannes den rechten. Den Äthiopiern gelang es, die Zeriba in Brand zu stecken und durch die Konzentration ihrer Angriffe auf einen Teil der Verteidigung die mahdistischen Linien zu durchbrechen und in die Stadt zu gelangen. Die Verteidiger erlitten schwere Verluste und waren kurz davor vollständig einzubrechen, als sich die Schlacht völlig unerwartet zu ihren Gunsten drehte.
Kaiser Yohannes, der seine Armee von der Front führte, hatte eine Verwundung an der Hand abgetan, doch ein zweites Geschoss traf ihn tödlich in die Brust. Er wurde in sein Zelt zurückgebracht, in dem er in der folgenden Nacht starb. Vor seinem Tod befahl Yohannes seinen Edelleuten, seinen eigenen Sohn Ras Mengesha als seinen Nachfolger anzuerkennen. Die Äthiopier, die durch den Tod ihres Herrschers demoralisiert waren, begannen abzuwandern und das Feld – und den Sieg – den Mahdisten zu überlassen.
Die Mahdisten wussten offenbar nichts vom Tod des Kaisers, bis „Gestank von dem schnell verwesenden kaiserlichen Leichnam einen Spion aufmerksam machte und die fast geschlagenen Sudanesen aus ihrer Zeriba stürmten um die niedergeschlagenen Äthiopier wie Sperlinge zu verjagen.“ Am 12. März stellten die Truppen des Mahdisten-Kommandeurs Zeki Tummal die Ras Mangasha und Alula mit ihrem verbleibenden Gefolge, die den Leichnam des Kaisers heimführten, in der Nähe des Atbara. Die Mahdisten fügten den Äthiopiern schwere Verluste bei und erbeuteten die Leiche des Kaisers. Sie schlugen ihr den Kopf ab und schickten sie als eine Trophäe zurück nach Omdurman.

## Nachwirkungen
Der Tod des Kaisers hatte eine Periode des politischen Chaos zur Folge. Obwohl der Herrscher auf dem Totenbett seinen Sohn Ras Mengescha zu seinem Nachfolger bestimmt und Ras Alula sowie andere Edelleute um ihre Unterstützung ersucht hatte, wurde nach einigen Wochen Menelik II. in Äthiopien als neuer Herrscher anerkannt.
Für die Mahdisten waren die Folgen schwerwiegend. Der Verlust vieler ihrer besten Krieger schwächte ihre Kampfkraft wesentlich. Der Kalif entschied sich zur Vorsicht und stoppte die offensiven Aktionen gegen Äthiopien. Dadurch reduzierte sich der Konflikt auf kleine Grenzgefechte.